# デジラス
デジラス (DIGILAS)は、ドイツのシェパーズ・オハイオ社が開発したグラビア印刷 (凹版印刷)用のレーザー製版装置・電子彫刻機である。レーザー照射を行う大型筐体部分と、それを制御するコンピュータ部分で構成されている。業務用印刷機器や航空機部品等を取り扱うスイスのMDC社が、2000年3月28日にシェパーズ・オハイオ社の製版システム部門を買収しており、デジラスの特許を保有している。日本での販売総代理店は産業機械商社のアルテック。

## 概要
グラビア印刷とは、シリンダ （ロール状の版胴）に彫り込まれたくぼみ （セル）にインクを付着させ紙に転写させる技術である。デジラスは、パソコン上で作画されたデジタルデータを、版画の間接法を応用してレーザーでシリンダにセルを焼き付ける工程を行うシステムである。人が直接シリンダにセルを彫り込む必要がなく、全てコンピュータ制御で自動作成することができる。

## 工程
初めに、Photoshop、Illustrator等を用いて凹版印刷用の画像データをパソコン上で作画し、その画像データをデジラス筐体部分を制御するコンピュータに取り込む。
次に、データを取り込んだデジラスのコンピュータで、シリンダに照射するレーザーの強さや、セルの角度、セルの形、シリンダの回転速度等を設定する。
筐体に、ラッカーでコーティング (マスキング)された銅めっき処理を施したグラビア印刷用のシリンダを取り付け、照射コマンドを実行する。照射コマンドを実行すると、筐体に取り付けたシリンダが設定した速度で回転し、シリンダの数ミリ上に設置されたレーザー装置がシリンダ上をゆっくりと移動し、ラッカーコーティング部分を溶かしていく。レーザー装置は、筐体に向かって左側から右側へと移動し、シリンダの回転に合わせ、スパイラル状に画像データを照射していく。レーザー装置はデジラスが登場した当初はシングルビーム(1本)のみだったが、間もなくツインビーム(2本)が搭載されるようになり、現在では16本同時にレーザーを照射することも可能である。レーザー本数、データ量、シリンダの回転速度にもよるが、標準的なシリンダサイズなら概ね30分～2時間程度で照射が完了する。
照射完了後シリンダを取り外し、レーザーでコーティングが溶け銅めっき部分がむき出しになった箇所を薬品で腐食させ線を彫るエッチング工程へと進む (エッチング工程の詳細は、グラビア印刷を参照)。
最後に、シリンダのラッカーコーティング部分を有機溶剤で洗い落とし、シリンダに耐久性向上のためのクロムめっき処理を行いシリンダが完成する。

## メリット
- 彫刻が全自動でできるようになり、かつてのように、職人が銅板に直接絵を彫り込む必要がなくなったため、短時間で大量生産が可能になった。
- 人の手では不可能なミクロ単位の超細密画の再現が可能となった。
- 画像データはデジタル化されているため、版の修正依頼があった場合、即座に対応できる。
- データさえあれば、完全に同一の版をもう一度新規作成できるため、印刷工程で摩耗したシリンダを簡単に新品と交換することが可能となった。
- 画像データの一元管理が可能。

## デメリット
- ドイツ製であるため、サポートはドイツ語である。
- ドイツ製の部品が多く使われているため、日本に取り寄せる場合時間がかかる。
- ラッカーコーティングをレーザーで溶かす構造になっているため、デジラス稼働中は有害物質 (すす)が発生する。
- 業務用レーザーは高出力であり、かつシリンダが高速回転するため、危険である。
- デジラスは、非常に高価格 (1台数千万円～数億円)であり、かつ年間のメンテナンス費用も高額であるため、2010年現在、日本国内でデジラスを導入している企業は、わずか10社程度しかない。

## 日本でデジラスを使って作られる素材
紙コップ、コンビニ菓子、洗剤、アルミ缶 (缶コーヒー)、タバコのパッケージなど。

## その他
- シリンダの回転数を下げると、セルの形が真っ直ぐになり、回転数を上げるとセルは歪む。また、シングルビーム、ツインビーム、とビーム数を増やせば増やすほど照射時間は倍々で短くなっていくが、セルの形状もそれに伴い歪む様になる。この特性を利用して線の深さに強弱をつけることができるので、全自動とはいえ、オペレーターにも勘や経験といった職人的な能力がある程度求められる。
- シリンダの回転を制御する部分には、回転中のシリンダがブレないよう自動でバランス調整する機構など、航空機や自動車のエンジンの技術が応用されている。動作機構部分には多数の特許がある。
- デジラス本体を制御するコンピュータ部分のOSは2010年現在、ドイツで人気のあるopenSUSEが主流である。かつてはWindowsが用いられた。

## 導入している主な企業
- 東和プロセス (1999年10月にデジラスを日本で最初に導入した企業)[1]
- 東洋製罐
- ホッカンホールディングス

## その他の電子彫刻機
レーザーを使用せず、ダイヤモンド針を使い直接銅板に彫刻する版画の直接法を応用した電子彫刻機としては、次のものがある。
- ヘリオ (ドイツ)
- オハイオ (アメリカ)
- バルカス (日本)

## 輸入代理店
- アルテック